# Besættelsesmagtens fangelejre i Norge under Anden verdenskrig
Besættelsesmagtens fangelejre i Norge under 2. verdenskrig var 709 krigsfangelejre og arbejdslejre for udenlandske krigsfanger. Ved frigivelsen var disse lejre fordelt på ca. 400 igangværende lejre af varierende størrelser; "Stalag (som var tyskernes navn på hovedlejren) havde en del underlejre i sin administration". Der var fire norske Stalags: 1: Lillehammer, 2 Alta (flyttet til Beisford ved Narvik), 3: Drevja Oppdal og 4: Elvenes ved Kirkenes,

## Jugoslaviske fanger
I sommeren 1942 kom de første jugoslaviske fanger til Norge for at bygge veje. De fleste døde i løbet af det første år. Man regner med at der kom 4268 fanger fra Jugoslavien til Norge fra juni 1942 til maj 1945. De blev interneret i fangelejre overvejende Nordland, Troms og Finnmark. Flertallet af fangerne fra Jugoslavien var unge mænd mellem 18 og 30 år. Enkelte var ikke mere end 14 år gamle, mens de ældste var omkring 60 år. De jugoslaviske fanger blev overvejende sat til at bygge veje. De fleste arbejdede på strækningerne Rognan–Langset, Elsfjord–Korgen, Mo i Rana– Krokstrand og Karasjok–Finlandsgrænsen og desuden på Bjørnefjell-vejen. I tilknytning til disse vejstrækninger lå fangelejrene: Karasjok, Beisfjord, Botn, Osen og Korgen. Disse fangelejre blev bygget af det norske vejvæsen. På to af vejstrækningerne ledede vejvæsenet arbejdet.
I modsætning til de sovjetiske krigsfanger blev jugoslaverne ikke taget til fange som krigsfanger. Det blev afgørende for hvordan de blev behandlet. Jugoslaverne var arresteret som fjender af det tyske regime og havde fået en dødsdom. Da de ikke havde krigsfangestatus var de heller ikke beskyttet af Genevekonventionen, som indeholder bestemmelser om hvordan krigsfanger skal behandles. SS omtalte jugoslaverne som mordere og banditter som fortjente at dø.

## Fangelejre

### Finnmark fylke
Omkring 14.000 straffefanger befandt sig i Finnmark. Af disse var det 10.000 sovjetiske krigsfanger.
I Karasjok kommune:
- Lager 4 Karasjok, kendt på norsk som Karasjok fangeleir,[1][2] lå i bygden Karasjok. Lejren blev drevet af SS. I juli 1943 blev 374 politiske fanger og krigsfanger (overvejende jugoslaviske) indsat i koncentrationslejren. De fik som opgave at udvide vejen til Karigasniemi i Finland, tre kilometer fra den norske grænse.[3] Disse fanger byggede Blodvejen til Finland. Efter fire eller fem måneder havde kun 111 af fangerne overlevet. Ved afslutningen af fangernes ophold i Karasjok, kort før transporten fra derfra, blev 45 fanger mishandlet.

I Nesseby kommune:
Hvornår der kom sovjetfanger til underafsnit Varangerfjord er usikkert. Men i slutningen af 1942 blev der bygget en barakfangelejr ved Vesterelvskole inderst i Varangerfjorden. Den 6.februar 1943 kom der mange sovjetfanger til Varangerbotn og baraklejren ved Vesterelv. Fangevogterne havde afdelingsnummer 271 og havde kvarter på internatet i Karlebotn.
- Vesterelv fangelejr i Varangerbotn inderst i Varangerfjorden blev bygget som en baraklejr i slutningen af 1942 af Organisation Todt. Nogle måneder senere, den 6.februar 1943, kom der mange sovjetiske fanger til Varangerbotn og baraklejren ved Vesterelv. De sovjetiske fanger opholdt sig der kun fra februar 1943 til maj 1943. Til trods for dette blev indbyggerne her vidner til flere hændelser hvor fangerne blev udsat for en brutal behandling. Fangerne fik heller ikke nok mad.
-  Gornitak fangelejr var en lejr for sovjetiske fanger. Fangerne fik en umenneskelig behandling af fangevogterne. Fangernes barakker var bygget af krydsfinerplader. Efter tyskernes tilbagetrækning fra lejren opdagede den lokale befolkning at vejen til Gornitak var mineret.

I Porsanger kommune:
- Maggavann fangelejr ved Ytre Billefjord.[7]var en fangelejr med sovjetiske[8] fanger.[9] Et informationsskilt ved den tidligere fangelejr fortæller: "På dette sted byggede tyskerne vandflyvepladsen "Billefjord Sjøflyhavn", som var en strategisk placeret vandflyveplads fra 1941 indtil anlægget blev sprængt den 11. december 1944. Videre fortæller tavlen at anlægget var under stadig udbygning og forbedringer. Arbejdet blev overvejende udført af sovjetiske krigsfanger.
- Skoganvarre fangelejr havde plads til 100 fanger. Bygden Skoganvarre ligger ved E6 mellem Lakselv og Karasjok.
- Brennelv fangeleire havde 250 sovjetiske fanger. Den lå ved E 69, nord for Kistrand på den vestlige side af Porsangerfjorden. I Brennelv bygd var der også en fangelejr; Fangerne var civile sovjetborgere som var interneret i ungdomshuset.[10]
- Smørstad fangelejr var en fangelejr for tyske-desertører og sovjetiske fanger.[10]

I Sør-Varanger kommune:
Man regner med at der var omkring 7.000 krigsfanger i Sør-Varanger i mindst 75 lejre. Der var overvejende sovjetiske krigsfanger og tyske desertører, men også 14 forskellige kategorier af tvangsarbejdere som kom fra mange forskellige lande. Ved, eller «i Noselva» lå «lejren for tvangsudskrevne nordmænd, hollændere og, på et senere tidspunkt, østarbejdere».
- Oksbåsen fangelejr havde 20 sovjetiske fanger.[11]:6
- Fangelejrene ved Langvasseid (ved Langfjorden) og Ørnevatn lå der flere fangelejre (en arbejdslejr for sovjetiske frivillige og en stor forsyningslejr).[12]
- Neiden fangelejr var en lejr for russiske (og andre sovjetiske) fanger.[13][14]
- Leirpollen fangelejr[12][15] (eller Lerpollen -) havde 150 sovjetiske fanger.[11]:6  Også mistænkte medlemmer af Persfjord-gruppens partisaner på Varangerhalvøen, blev holdt i lejren.[15] I 1943 blev 11 fanger slået til døde med spader[15].[16]
Om Lille Leirpollbukt, skriver en kilde at der var to fangelejre: "en for sovjetiske soldater, og en for nordmænd, polakker og tjekkere".[17]

- Kjemøy fangelejr på Kjelmøy havde 80 sovjetiske fanger.:6 
- Ulveskardet fangelejr, på højdedraget mellem Storskog og Jarfjordbotn var et lazaret og en fangelejr.
- Jarfjordbotn fangelejr (også kendt som Tårnet fangelejr), ved Jarfjorden havde omkring 100 sovjetiske fanger.:6  Jarfjorden er en fjordarm af Varangerfjorden.
- Grense Jakobselv: Lejren havde 100 sovjetiske fanger.:6 
- Høybuktmoen fangelejr 14 km fra Kirkenes var en fangelejr med 400 sovjetiske soldater som overvejende arbejdede på den tyske militære flyveplads.
- Sandnes fangelejr 10 km syd for kirkeneshavde fra september–november 1942 650 norske lærere som fanger;Fra 1942 havde lejren sovjetiske krigsfanger.
- Elvenes fangelejr også kaldt Stalag 322, med sovjetiske fanger blev etableret på Elvenes i juni 1941. I forbindelse med evakueringen i august 1944 blev lejren flyttet og lagt ind under Stalag 330 i Alta. I 1942 blev 600 norske lærere fra hele Norge deporteret til Elvenes. Bygden blev raseret under den tyske tilbagetrækning i 1944, men senere genrejst. Bygden ligger ved bunden af Bøkfjorden, ti kilometer syd for Kirkenes, tæt ved grænsen til Rusland.
- Grensefossmoen fangelejr i Øvre Pasvik nationalpark ved Grensefossmoen"
- Vaggetem fangelejr syd for Pasvik. Krigsfangerne i Vaggetem blev sat til skovsdrift, og her ses tydelige rester af lejrområdet fortsat. Fra fylkevejen må man gå ca. 2 km på en sti. Flere steder kan man se kævlerne som blev lagt for at hestekærrerne kunne komme frem.
- Banebekken fangelejr. Ved Banebekken fandt man i 2017 fire grave. Den største af gravene er en massegrav som er fire meter lang og tretten meter bred. Ved siden af lå der tre grave på to ganger to meter. Alle gravene var omtrent 120 centimeter dybe da de blev tømt for 76 døde af Krigsgravtjenesten i 1949. De mindre grave var sandsynligvis til de fanger som gravede den store massegrav.

### Troms fylke
- Bardufoss fangelejr blev oprettet i marts 1944 ved Bardufoss flyveplads ved bygden Bardufoss i Målselv Kommune. Krigsfanger og norske politiske fanger blev brugt til tvangsarbejde på flyvepladsen. Fangetallet var på det højeste omkring 800.
- Tromsdalen fangelejr blev bygget i 1942 på Krøkebærsletta[19] Lejren skulle erstatte fangelejren "Sydspissen leir" på det sydlige Tromsøya som havde været i brug siden juni 1941. Antallet af fanger var på omkring 230 mænd og 20 kvinder. De fleste af fangere var norske og hovedsagelig politiske fanger og folk som var arresteret for militær modstand. Der forekom jævnlig en brutal behandling af fangerne. Fanger med en dødsdom blev eksekveret i nærområdet. Den sidste fange som blev indsat på Krøkebærsletta den 2. maj 1945, blev registreret som fange nummer 2488, og løsladt den 4. maj 1945. Mindesmærket over Tromsdalen fangelejr står i dag foran Tromstun Skole hvor lejren engang lå.
- Veiskaret fangelejr i kommunen Kvænangen, bestod af to underlejre, Veidal og Badderen.[15])Fangelejren på Baddereidet blev oprettet i august 1942. Tilsammen 400 norske fanger blev sendt til Kvænangen fangelejr og fordelt på lejrene Veidalen på Kvænangsfjellet og Veiskaret på Baddereidet.
- Sydspissen fangelejr for politiske fanger ved Tromsø, var i brug fra juni 1941.[19].Den blev bygget af omkring 300 fanger. De første fanger kom til lejren 17. og 18. juni da omkring 100 personer i Nord-Norge blev arresteret, deriblandt alle de mandlige jøder i Tromsø. I begyndelsen af 1942 blev et antal lærere fra folkeskolen og gymnasiet interneret i lejren. Barakkerne havde en lang gang i midten med «kabiner» på hver side med en smal liggeplads til fire mand. Vagterne var hensynsløse, og der var også dårlig med mad indtil folk på Tromsøya fik organiseret en hjælpetjeneste som leverede mad til fangerne. Der var for det meste 100-120 mand. De fleste opholdt sig relativt kort tid på stedet, "Sydspissen" fungerede som opsamlings- og gennemgangslejr for området nord for Lofoten. Det er ikke kendt hvor mange fanger som totalt var på gennemgang på Sydspissen før juli 1942, da blev alle overført til Krøkebærsletta.
- Krøkebærsletta ved Tromsø Da tyskerne i 1942 begyndte at bygge militære anlæg på Sydspissen, blev der bygget en ny og større lejr på Krøkebærsletta i Tromsdalen. Også her blev fangerne hårdt behandlet. Boforholdene var dårlige, særlig i den sidste del af vinteren, når lejren var overfyldt. Men selv om det var hårdt for de politiske fanger, fik dem som var taget for at have været med i militært modstandsarbejde ofte en grusommere behandling. Den 20. oktober 1943 blev 8 af fangerne dømt til døden. De blev skudt den 23. oktober og begravet i en mose et stykke nord for Krøkebærsletta. Omkring 2000 politiske fanger regnes for at have passeret Krøkebærsletta, på vej til Falstad, Grini eller Tyskland. Antallet fanger var på det meste omkring 250. Den sidste fange blev indsat den 2. maj 1945 som nr. 2487 og løsladt 2 dage senere, den 4. maj.
- Skorpa fangelejr på øen Skorpa blev oprettet i 1940 af den norske 6. infanteridivision for at holde tyske krigsfanger fra Narvik-området indespærret efter det tyske angreb på Norge. Skorpa var den vigtigste norske fangelejr i Nord-Norge og havde i begyndelsen af maj 1940 ca. 400 fanger fra de tre våbengrene Luftwaffe, Kriegsmarine og Heer, og et mindre antal civile tyske sømænd. Da lejren blev nedlagt efter den norske kapitulation var antallet fanger ca. 500.

### Nordland
I forbindelse med vejarbejdet som blev udført var der fangelejre i fem kommuner i Nordland. Blandt de mange fanger som kom til Nordland var jugoslaviske fanger. Den tyske krigsmagt ønskede at forlænge riksvei 50 over den sydlige del af Saltfjellet. Arbejdskraften fik de gennem en aftale med SS. I alt kom der 4041 fanger. I løbet af ni måneder døde 72 procent af dem. Den nuværende 13 km lange sti er i realiteten den gamle riksvei, hvor asfalten er blev fjernet. Den går parallelt med den nuværende E 6. Undervejs fortæller små infotavler om de ubarmhjertige kår.
- Makkøyra fangelejr ved Elvkroken[23] Kombinationen af for lidt mad, uhygiejniske forhold, og manglen på sanitære sygebarakker og latriner, resulterede i at 403 sovjetiske krigsfanger mistede livet i fangelejren.
- Bjarkåsen: Lejren havde 918 fanger.[11]:7

28 fangelejre var placeret mellem Mo i Rana og Fauske (og i 25 af disse var sovjetiske krigsfanger).

#### Helgeland og Salten
I Hamarøy kommune:
- «I skoven i området ved Kråkmo» lå en fangelejr som «var i brug efteråret 1944.
- På Tømmernes: Tømmerneset fangeleir

I Sørfold kommune:
- Kobbvatnet:8 
- Bonåsjøen:8 
- Kvarv:8 
- Kalvik:7 

- Kalvik[27] ved Leirfjorden:[23] Lejren havde 339 sovjetiske fanger.[11]:7

- Kroken fangelejr i Sørfold kommune:[28] Lejren havde 618 fanger; I lejrens levetid havde den fanger fra Sovjetunionen.[11]:9

- I Melgård var der en eller flere fangelejre:

- Nedre Evjen fangeleir

I Steigen kommune:
- Bø, på Engeløya:[29] Lejren havde mere end 1600 sovjetiske fanger.[11]:8

I Bodø kommune:
- I Seines på Straumøya: «De norske fangene ble den 5. september sendt nordover [fra Andfjell fangeleir ] til en leir ... hvor det inntil nylig havde vært sovjetiske krigsfanger.»

- Fauske:

- Teglværket::8  Lejren havde 200-400 fanger.
- Peterslager. Fangelejren lå ved Åseng. Den havde sovjetiske fanger.
- Der var flere fangelejre i Fauske.:8 

I Saltdal kommune:

- Setså: Lejren havde 475 fanger i maj 1945. I lejrens levetid havde den fanger fra Sovjetunionen.:8 
- Stamnes-fangeleiren: Lejren havde 549 fanger i maj 1945.. I lejrens levetid havde den fanger fra Sovjetunionen.:8 
- Langset

- Botn fangelejr:[32][33] Lejren havde 466 fanger i maj 1945.[28] Fangerne bygget Blodvejen. I lejrens levetid havde den fanger fra Sovjetunionen[11]:8  og Jugoslavien.

I Saltdalen:
- Lager 3 Rognan i Rognan:[2] Lejren havde 256 fanger i maj 1945.[28] I lejrens levetid havde den fanger fra Sovjetunionen[11]:8  og Jugoslavien.

- Saltnes
- Bakken fangeleir

- Sundby eller Nedre Sundby fangeleir[32]: Lejren havde 500 fanger i maj 1945.[28] I lejrens levetid havde den fanger fra Sovjetunionen.[11]:8
- Brenne: Lejren havde 118fanger i maj 1945.[28] I lejrens levetid havde den fanger fra Sovjetunionen.[11]:8

- Saltdal:[37]

- Pothus[28] (eller Potshus): Lejren havde 749 fanger i maj 1945. I lejrens levetid havde den fanger fra Jugoslavien; Efter at fangerne blev flyttet, kom russiske fanger. "Leiren lå vest for Saltdalselva, ca. 1 km syd for broen ved Røkland".[38]

- Russånes: Lejren havde 291 fanger i maj 1945.[28] I lejrens levetid havde den fanger fra Sovjetunionen.[11]:8

- På Langånes: Lager Langaanes : Lejren havde 800 fanger i maj 1945.[28] I lejrens levetid havde den fanger fra Sovjetunionen.[11]:8

- På Varghol/Varghola: Berghulnes: Lejren havde 915 fanger i maj 1945.

I Lønsdalen:
- Kjemåga leir,:4  i blandt kaldet Kjemåga: En bro var blevet bygget over Kjemågelva; spændet var cirka 12 meter. En hjælpebane var blevet bygget ved siden af hoved-togsporet mellem Lønsdal og Kjemåga.:22  792 sovjetiske fanger var der (i maj 1945).:4 :8 

- Lønsdal [fangeleir], eller Lønsdal leir. Lønsdalsbrua i Lønsdalen (eller Lønsdal:8 ): Lejren havde 268 fanger i maj 1945. I lejrens levetid havde den fanger fra Sovjetunionen.:8 
- Dypen-fangeleiren

På Semska:
- Krokelva (tysk Lager Krokelva)

- Lager Krokelva eller Krokelva fangeleir, i blandt kaldet Krokelva.[28] Lejren havde 790 fanger i maj 1945.[28] I lejrens levetid havde den fanger fra Sovjetunionen.[11]:8

- Saltfjellet fangeleir

- Bjørnelv fangelejr[42][35][43] (eller Bjørnelva fangeleir[44]

- Rødelva [eller Rotelva ]: Lejren havde 550 fanger i maj 1945.[28] I lejrens levetid havde den fanger fra Polen.[45]

##### Syd for polarcirklen
På Saltfjellet:
Lager Polarkreis (norsk: Polarkreis-fangeleiren) var en fangelejr i Nordland fylke. Fangelejren lå på Saltfjeldet i Saltdal kommune. Fangerne var med til at bygge "riksveg 50" (den senere E6).
- Bolna fangelejr havde 539 fanger i maj 1945.[28]

- Randalsvollen var en fangelejr ca. 2 km fra Bolna station ved fjeldet Bolna i Rana kommune, som blev åbnet i 1943. Mange af fangerne døde her. De døde fanger blev begravet på en fælles gravplads som blev delt med døde fanger fra Bolna fangelejr, som lå i nærheden af Bolna station. Lejren havde 523 fanger i maj 1945.

I Dunderlandsdalen:
Under 2. verdenskrig var der en række fangelejre i Dunderlandsdalen. Disse husede sovjetiske og polske krigsfanger som blev brugt til bygningen af Nordlandsbanen. Rester efter lejrene står fortsat den dag i dag.
- Fangelejren på Brennhei, eller Brennheia[46] i Krokstrand i Rana kommune. Den blev nedlagt i 1943 og de omkring 100 fanger blev flyttet videre til nye fangelejre i takt med fremdriften af Nordlandsbanen og en uvis skæbne for mange af dem. Ikke kun fra tysk side men naturkræfterne og dårlig beklædning gjorde at mange liv gik tabt

- Nabbvollen fangelejr havde 426 sovjetfanger, deraf 20 friske og arbejdsdygtige.» Lejren havde 436 fanger i maj 1945.
- Hjartåsen fangelejr, også kaldt Raufjellforsen havde 922 fanger i maj 1945, deraf 430 syge. 18 med tuberkulose. I nærheden af skydebanen ligger en gravplads hvor 63 sovjetfanger og 13 jugoslavere er begravet.
- Storvollen fangelejr lå øverst i Dunderlandsdalen mellem Mo i Rana og Polarcirklen. 422 sovjetiske krigsfanger var indkvarteret her. Status 8/5-1945: 300 syge. 23 med tuberkulose, ca. 30 døde efter 26 marts 1945.
- Dunderland fangelejr havde 481 fanger i maj 1945. 300 af dem var syge på grund af underernæring og dårlig behandling. Mere end 100 kunne ikke gå. Vejen ind til Dunderland fangelejr hed Adolf-Hitler-Straße.

På Andfjellet:
- Andfjell fangelejr; eller Andfjell. Lejren havde russiske fanger. Nettstaden historieblogg.no skriver at lejren havde norske fanger fra august 1944: «Organisation Todt beordrede en evakuering af Andfjell allerede efter tre uger, for at fylde fangelejren med sovjetiske krigsfanger. De norske fanger blev den 5. september sendt til en anden lejr. Lejren havde 509 fanger i maj 1945.

- Eiterå eller Eiteråsen fangelejren:[28] havde 348 fanger i maj 1945.[28]
- Skonseng fangelejren havde 211 fanger i maj 1945.[28]
- Mo i Rana fangelejren havde 476 fanger i maj 1945.[28]

I Hemnes kommune:
- Korgen var en underlejr af Rognan-lejren.

I Vefsn kommune:
Under krigen var det en tysk krigsfangelejr i Drevja. Hovedsagelig var der russere i lejren. Der arbejdede også jugoslaviske krigsfanger på «Blodvejen» over Korgfjellet
Den 1. maj 1942 fik det norske vejvæsen ordre om at bygge fangelejrene i Korgen (Fagerlimoen) og i Knutlia (Osen). Den 23. juni 1942 blev 400 jugoslaviske krigsfanger placeret i hver lejr under kontrol af Schutzstaffel og norske fangevogtere. I efteråret 1942 blev der udøvet terror og massemord i begge lejre. Fangerne blev tvunget til at arbejde uden mad. Derefter blev de dræbt én efter én, mens norske arbejdere blev tvunget til at se på henrettelserne. 618 krigsfanger døde under arbejdet for den tyske besættelsesmagt. De fleste var serbiske krigsfanger, men også kroatere og bosniere blev dræbt.
- Osen fangelejr, eller Lager Osen havde underlejren Knutlia.

- I Osen i Vefsn kommune[48] var underlejren Knutlia.[11]:12 [2]

- Ved Drevjamoen ekserserplass
- Lager 2 Elsfjord, kendt på norsk som Elsfjord fangeleir).

- Makkøyra ved Elvkroken[23]
- Mørsry ved Mørsvikbotnet[23] (eller Mørsvikbotn)
- Lund[11]:13
- Nesna[11]:13
- Bjarkåsen[11]:7

I Meløy kommune:
- Neverdal[49].Den 17. maj 2015 blev en mindesten indviet i Neverdal med navnene på 29 sovjetiske krigsfanger. På den anden side af vejen er ruinerne af fangelejren fortsat synlig. Her døde mindst 33 fanger før freden kom 8. maj 1945.

I Vega kommune:
- På Ylvingen[11]:13  var der [50]udenlandske krigsfanger, der arbejdede ved kystfortet.[51]

I Hattfjelldal kommune:
- Hattfjelldal fangelejr havde 158 fanger i maj 1945.

I Lurøy kommune:
- Nord for Stokkvågen lå Grønsvik kystfort som havde en fangelejr.

Museet i Grønsvika ligger ved riksvei 17 nord for Stokkvågen. Museet er åbent om sommeren, ellers efter aftale. Syd for kystfortet går der en gammel tysk vej ned til selve Grønsvika, hvor der står monument over de sovjetiske krigsfanger som døde under arbejdet på kystfortet.

#### Ofoten
I Lødingen kommune.
- Nes, Nes fort: Lejren havde 130-140 fanger.:8 

I Narvik kommune:
- Lager I Beisfjord, eller Beisfjord fangeleir på norsk, ved Beisfjorden (Narvik)|Beisfjorden, 12 km sydøst for Narvik, blev oprettet af Schutzstaffel (SS), i juni 1942 for 900 jugoslaviske fanger. Om aftenen 17. juli 1942 blev 588 uden tyfus ført ud af lejren med kurs for et karantænested på Bjørnefjell. 287 blev tilbage i sygebarakkerne. Vagterne satte maskingeværer op på taget af en barak og i et vagttårn, og i grupper på 20 blev de syge ført ud til grøfterne uden for pigtrådsgærdet. Her blev de skudt. Nogle fanger barrikaderede sig i den ene barak og ville ikke komme ud. Da satte SS ild til barakken, så de syge indebrændte. De to yngste fanger var 14 år gamle, den ældste 58. Det er den største kendte massakre på norsk jord. 17 norske fangevogtere var til stede og deltog.  (Se Beisfjord-massakren)
- Ved Jernvann på Bjørnfjell: Fangelejren ved Øvre Jernvann var en underlejr af Beisfjord-lejren.

- Elvegårdsmoen [i Narvik kommune][11]:7

- Bjerkvik [i Narvik kommune] var der 400 sovjetiske fanger i 2 lejre.:7 
- Narvik:13 

- Kirkegården i Narvik: Lejren havde 500-1200 fanger.[11]:7
- Sykehuset i Narvik: Lejren havde 120 sovjetiske fanger.[11]:8
- Framnæsodden i Narvik: Lejren havde 80-100 sovjetiske fanger.[11]:8
- Dronningsgate: Lejren havde 65 sovjetiske fanger.[11]:8
- Kongensgate i Narvik: Lejren havde 40 sovjetiske fanger.[11]:8

I Evenes kommune:
- Lenvik[11]:7
- fangeleiren på Bergvikneset, syd for Bogen havde russiske fanger.[55]
- Bogen i Ofoten: Lejren havde 300-500 sovjetiske fanger.[11]:7

I Tysfjord kommune:
-   - Helland i Nordland:8  (nord for Fauske)

#### Lofoten og Vesterålen
- Andenes:[28] Lejren havde 30-50 sovjetiske fanger.[11]:7
- Skrova [i Vågan kommune]:[28] Lejren havde 200 sovjetiske fanger.[11]:7
- "Sydøst for Svolvær":[28] Lejren havde 10 sovjetiske fanger.[11]:7
- På Vestvågøy:

- Stamsund: Lejren havde 60 sovjetiske fanger, og den lå i Hermannsvika i Stamsund.:7 
- Buksnes, på "Sund ved Gravdal": Lejren havde 140 sovjetiske fanger.:7 
- Borge (Nordland): Lejren havde 140 sovjetiske fanger, og den lå ved Ostad i Borge.:7 
- Leknes på Vestvågøy:7 
- Ballstad på Vestvågøy:7 

I Flakstad kommune:
- Skjelfjord havde 500 sovjetiske fanger.[11]:7

### Trøndelag
- SS-Strafgefangenenlager Falstad ved Levanger nær ved[57] SS-lejren Falstad. Falstad var indtil 1941 et skolehjem, før den tyske besættelsesmagt oprettede en fangelejr. Der var både norske politiske fanger, sovjetiske og jugoslaviske krigsfanger og jøder, før de blev sendt til de tyske dødslejre i Polen. Beretninger fortæller, at 161 danskere kom til SS-Strafgefangenenlager Falstad den 20. november 1941. De fleste af de danske fanger kom overvejende fra København. Blandt andre oplyste hjembyer var Fredericia, Frederiksund, Hellerup, Helsingør, Horsens, Thisted, Tønder og Århus.

- Moan leir i Levanger havde sovjetiske fanger.

- I Oppdal: Stalag 308, som leverede tvangsarbejdere til Nordlandsbanen.[59]
- I Orkdal: Fannrem-lejren. Fangerne blev sendt til arbejde på Orkdal-banen.[15] (Denne lejren var en utekommando[15]—underlejr til Grini1Grini fangelejr.)
- I Trondheim: Vollan fængsel.
- Austråt[11]:12
- Bjugn[11]:12
- Ørlandet[11]:12
- Fosenhalvøen[11]:12

### Hordaland
- Ulven-lejren[15]
- Espeland fangelejr[60] blev oprettet af tyskerne i 1943 og havde plads til omkring 200 fanger, fordelt på 8 barakker. Lejren skulle være erstatning for Ulven leir i Os, som Wehrmacht skulle overtage. Af de omkring 470 fangelejre i Norge under krigsårene står kun Espeland fangelejr tilbage som et helt anlæg. Lejren blev bygget som transitlejr for okkupationsmagtens modstandere. Efter krigen blev fangelejren brugt som lejr for norske landsforrædere og tyske krigsforbrydere. Fangelejren havde i alt 2026 fanger fra januar 1943 til maj 1945. Maksimumsbelægningen var omkring 380. Fangerne kom overvejende fra Hordaland og Sogn og Fjordane og Sogn og Fjordane. Der var også et mindre antal udlændinge i lejren. De fleste af fangene sad uden dom, men var i "Schutzhaft" (forvaring). 1952 blev lejren overtaget af civilforsvaret. Anlægget ble fredet i november 2014, og i januar 2015 overdrog Stortinget ejerskabet til Stiftelsen Espeland fangeleir. Den fredede Espeland fangeleir er nu et museumsanlæg. De bessøgende kan vandre rundt i lejrområdet. I barakken "Lenken" er der en udstilling om lejrens historie.
- Storetveit skole ved Bergen havde 268 fanger.[15]
- I Framnes i Norheimsund, blev en kostskole ombygget til en fangelejr.[15]

### Vestfold
- Berg interneringslejr, ved gården Søndre Berg fire km nord for Tønsberg by var den eneste fangelejr som blev oprettet det af Nasjonal Samling kontrollerede "Statspolitiet" i 1942. Den 25. oktober samme år kom der besked fra Berlin om at arrestere alle norske, mandlige jøder. Fra den 26. november blev også kvinder og børn arresteret. Allerede den 26. oktober blev 60 af de første jøder samlet på Berg, hvor de blev sat til at bygge lejren færdig. 26. november blev de mandlige fangere delt ind i to grupper: de som var gift med norske kvinder, og de som var ugifte eller gift med ikke-ariske kvinder. Den sidste gruppe blev sendt videre til koncentrationslejrene. I alt 227 jødiske mænd blev deporteret fra Berg til Auschwitz i Oświęcim i Polen. Kun syv af dem overlevede. De få jøder som var gift med «ariere», blev siddende i Berg resten af okkupationen. I februar 1943 kom de første ikke-jødiske krigsfanger til Berg, først og fremmest norske politiske modstandere af naziregimet. Lejren var oprindelig planlagt for omkring 3000 fanger, men blev aldrig fuldt udbygget. Antallet af internerede var derfor almindeligvis kun omkring 250-300, men øgedes med en belægning på mellem 500 og 600 den sidste krigsvinter. Berg var for øvrig den eneste fangelejr i Norge som kun havde norske fangevogtere. Fangebehandlingen var meget hård, og tre af vogterne blev idømt livsvarigt tvangsarbejde i retsopgøret efter krigen. I dag er det kun køkkenbarakken og latrin-barakkens grundmur tilbage fra den oprindelige interneringslejr. I kælderen under køkkenbarakken står fængselscellerne stadig som de var under krigen.
- Midtre Bolærne fangelejr ved Bolærne var en var en dødslejr for sovjetrussere. Den blev etableret i 1943 for 290 fanger.[61][62][63] De syge krigsfanger blev stuvet ind i små barakker af krydsfiner under de værste forhold for at dø.

### Akershus
I Bærum kommune:
- Grini fangelejr var en nazistisk koncentrationslejr, der lå i Bærum, en forstad sydvest for Oslo. Grini var opført i 1939 og var oprindeligt tænkt som kvindefængsel, men blev fra 2. maj 1940 taget i brug som lejr for hovedsageligt norske politiske fanger. Under krigen blev Grini den største fangelejr i Norge.

I Nittedal kommune:
- Åneby fangelejr.[15] var den første tyske fangelejr i Oslo-området, og nummer to i Norge efter "Ulven" ved Bergen. Seks barakker blev bygget fra efteråret 1940 til foråret 1941. Fangelejren lå i kommunen Hakadal. De første fanger var 97 gidsler som tyskerne tog efter det britiske commandoraid mod Lofoten den 4. marts 1941. Desuden var der 84 politiske fanger som var indsat på grund plakatnedrivning og tyskfjendtlig propaganda.

### Buskerud
I Hurum kommune:
- "ved Mørkvann": Fangelejren havde 200 sovjetiske fanger.[64]
- I Sætre var en fangelejr med 100 fanger fra Den russiske befrielseshær, også kendt som Vlasovs hær.[64]